# Mehu
Mehu (2350 a.C.) è stato un funzionario e architetto egizio.

## Biografia
| m | mH | w |

| m | mH | w |

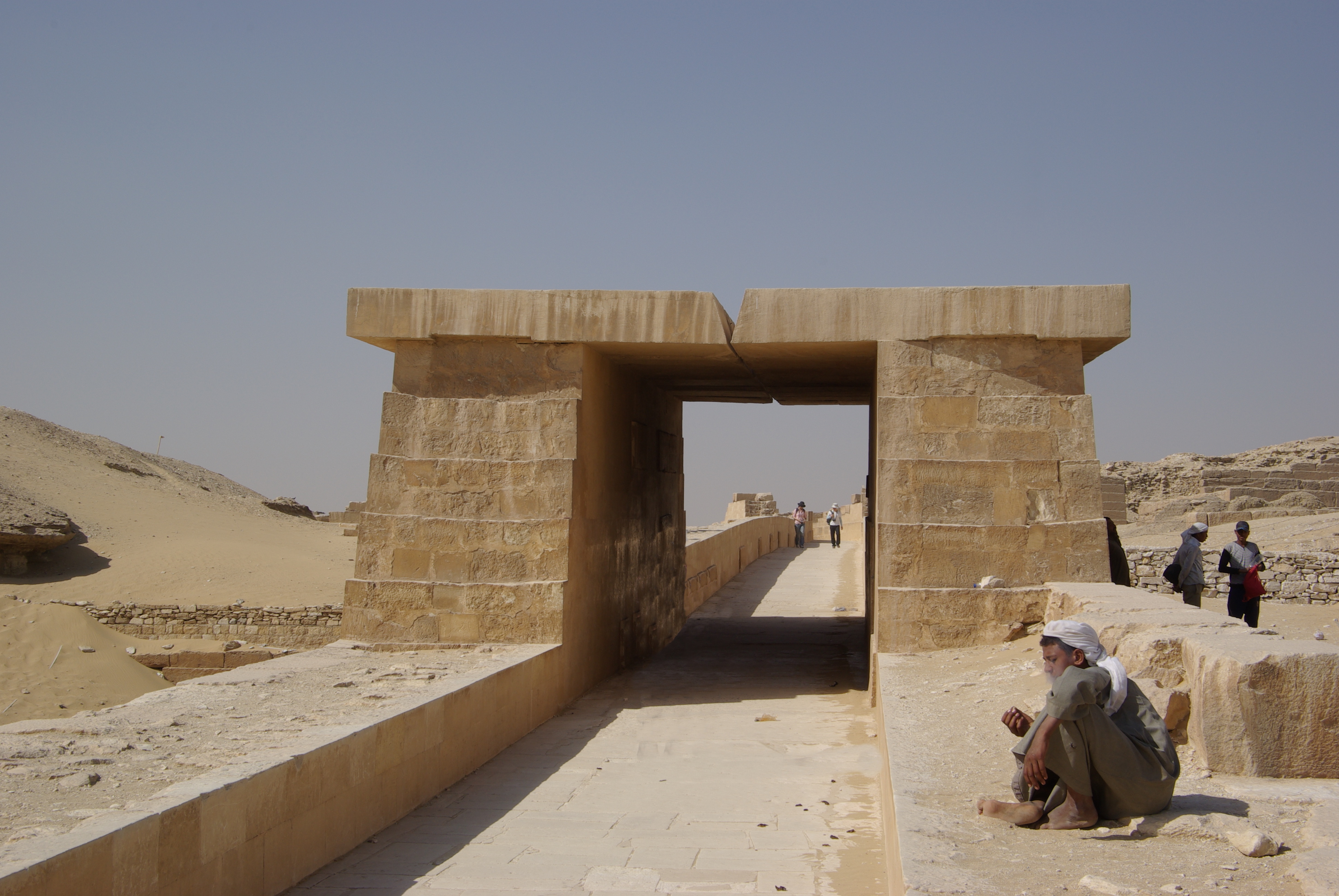
Vista di una parte della strada che conduce al complesso funerario di Unis, accanto alla mastaba di Mehu.

Secondo Hartwig Altenmüller, il quale pubblicò la decorazione in rilievo della mastaba, Mehu visse durante il regno di Teti, ricoprì il titolo di sovrintendente del sacerdote a Djed-sut-Teti e, che uno dei suoi fratelli, chiamato Iynefret, era identico a un altro omonimo visir, vissuto probabilmente agli inizi della VI dinastia egizia. 
Altri sostengono che egli visse durante il regno di Pepi I. Mehu ebbe due mogli, Nebet e Neferkaus, e portò un alto numero di titoli, tra i quali visir, sorvegliante dei tesori, sovrintendente del doppio granaio, Sovrintendente dell'Alto Egitto e sovrintendente di tutte le opere reali.
Ebbe, inoltre, molti figli, tra i quali Mery, Hetepka, Hetepka, Merut e Khuy, e, dopo la sua morte, gli venne costruita una monumentale mastaba a Saqqara.